# 小丸城
小丸城（こまるじょう）は、福井県越前市にあった日本の城。城跡は県の史跡に指定されている。

## 概要

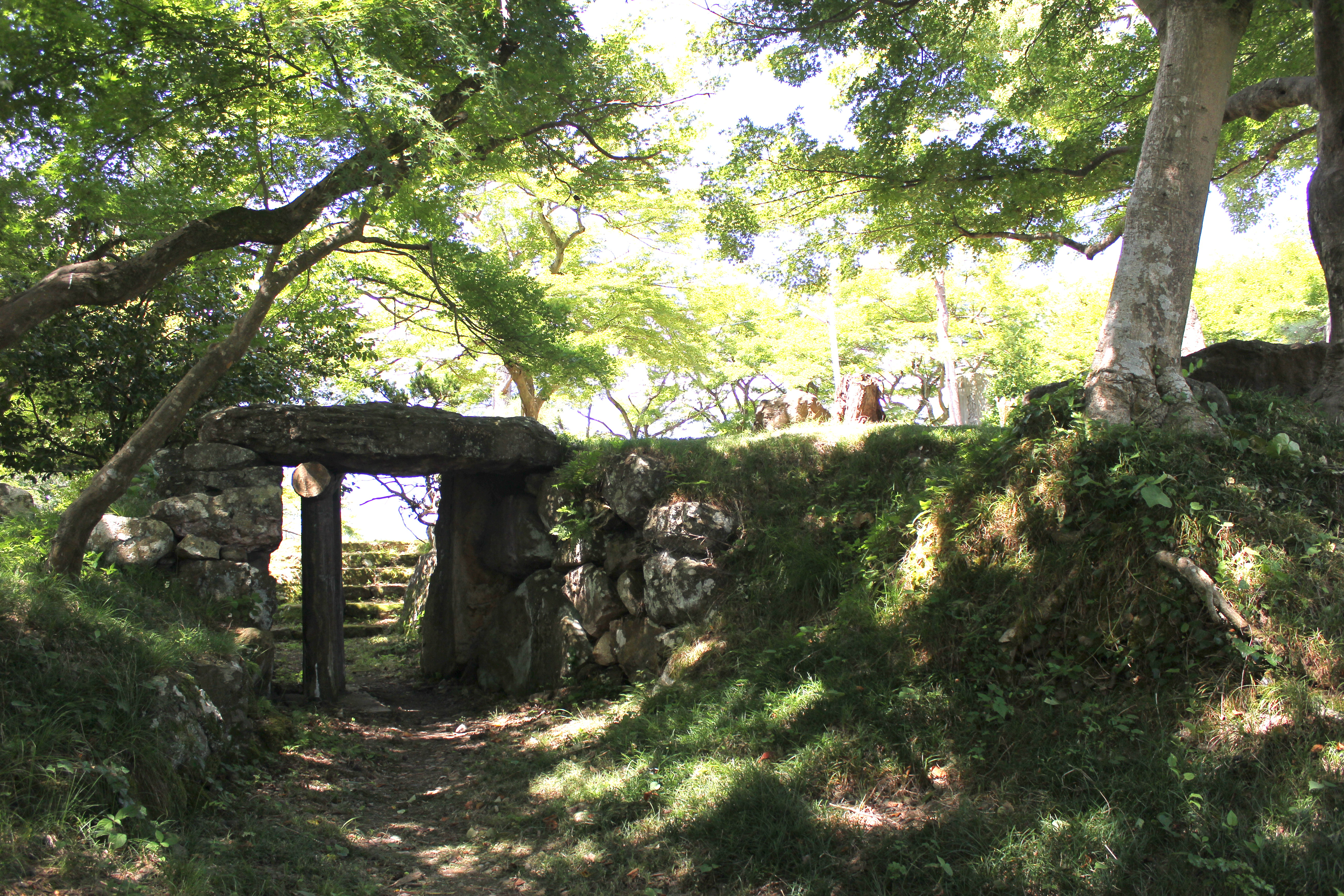
小丸城本丸虎口（埋め門と石垣）

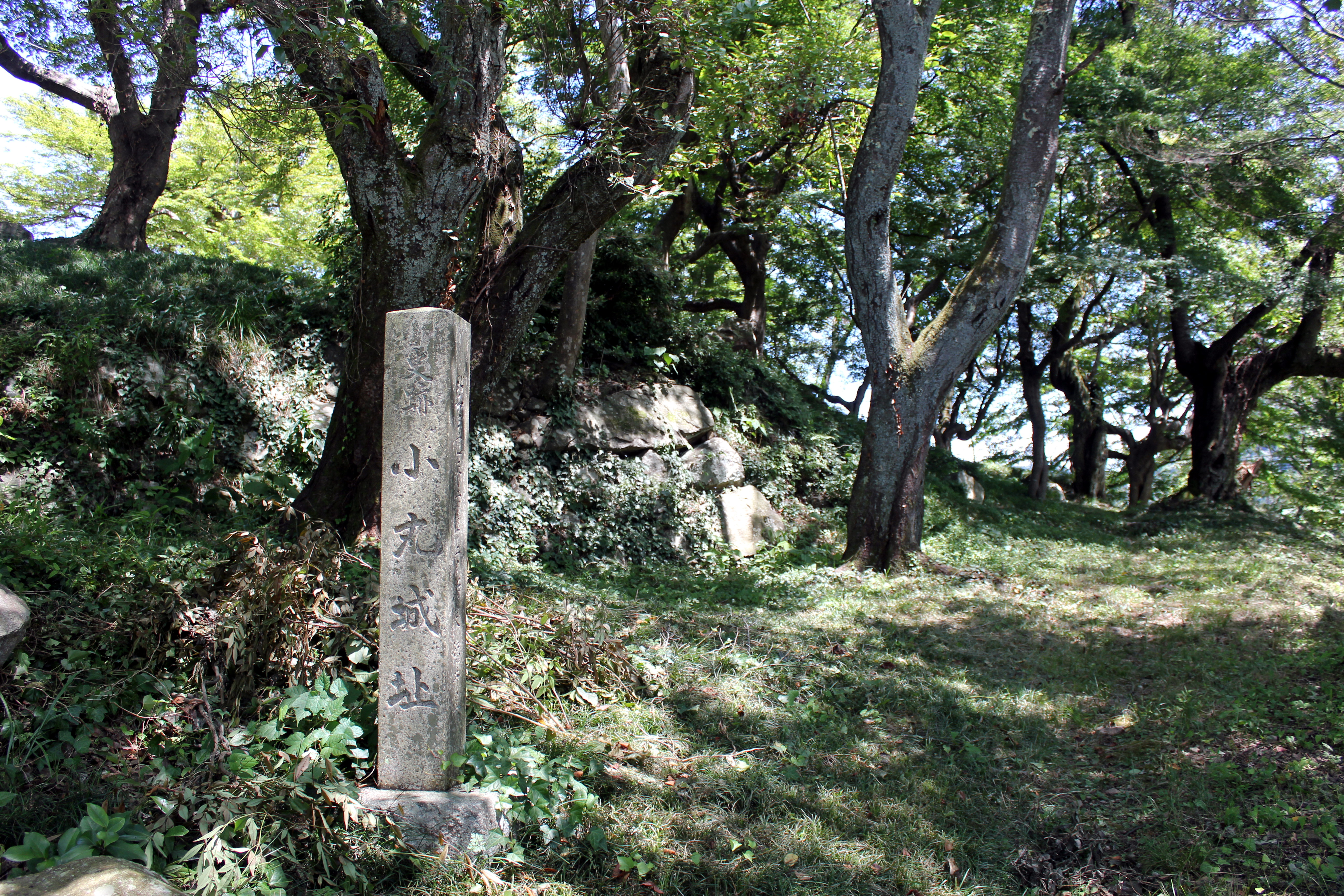
小丸城本丸の石垣

鞍谷川によってできた味真野の扇状地の丘陵に、野々宮廃寺跡の一部を取り込んで築城された平城である。本丸、土塁、堀跡、城門跡、隅櫓跡などが残る。1932年（昭和7年）には城跡より前田利家による一向一揆勢の処刑の様子が記されているという瓦の破片が出土している。

## 歴史
越前国で起こった一向一揆を収めた織田信長が、府中10万石あまりを府中三人衆に治めさせた。命を受け、三人衆の佐々成政が1575年（天正3年）に築城を開始したが、1581年（天正9年）に成政は越中国に移封され、6年余りで廃城となった。城が未完であった可能性も高い。
なお、前述の文字瓦の存在や能登国小丸山城（石川県七尾市）との混同から同じ府中三人衆である前田利家の居城とする誤認がみられるが、当時の記録から確認できる小丸城主は佐々成政のみで、前田利家の居城は近くの越前府中城である。